# Síl·lax
Síl·lax (grec antic: Σίλλαξ, llatí: Sillax) fou un pintor grec nascut a Règion.
Va florir sobre l'any 500 aC, atès que l'esmenten Simònides i Epicarm, que vivien en aquesta època. Va adornar amb les seves pintures el pòrtic de Polemarc a la ciutat grega de Fliünt.